# Hissmofors
Hissmofors est une zone urbaine à l’est de la rivière Indalsälven et au sud du centre de Krokom dans le district de Rödön (paroisse de Rödön), municipalité de Krokom, comté de Jämtland.